# Михаил (Галушко)
Схиархимандрит Михаил (в миру Максим Кузьмич Галушко; 1877, Польная — 24 марта 1961, Харьков) — схиархимандрит Русской православной церкви, преподобноисповедник, местночтимый святой Украинской Православной Церкви.

## Биография
Родился в 1877 году в селе Польная Харьковской губернии. Окончил земскую школу.
5 марта 1893 года становится послушником Святогорской пустыни.
После пострига получил имя Михаил, был рукоположен в сан иеромонаха.
В 1922 году, после закрытия Святогорского монастыря, оставшиеся иноки поселились около бывшей монастырской кладбищенской Всехсвятской церкви. Настоятелем общины стал иеромонах Михаил.
24 февраля 1924 года возведен в сан игумена святым епископом Онуфрием (Гагалюком).
21 февраля 1935 года возведен в сан архимандрита святым митрополитом Константином (Дьяковым).
1 июля 1942 года на собрании монашествующих в Троицком соборе города Славянска было принято решение — начать восстановление Святогорской обители, первоначально в качестве прихода. Заместителем настоятеля обители должен был стать архимандрит Михаил.
В 1943 году, после восстановления советской власти, обитель была вновь закрыта. Архимандрит Михаил был обвинен в предательстве и сотрудничестве с немцами. Был избит, некоторое время провел в заключении.
В конце 1943 года поселился в городе Харькове.
24 марта 1961 года скончался. Похоронен на кладбище на Лысой горе.
22 сентября 2001 года его мощи были обретены и перенесены в Успенский собор Святогорского монастыря.

## Канонизация
8 мая 2008 года Определением Священного Синода Украинской Православной Церкви принято решение о местной канонизации подвижника в Донецкой епархии, в Соборе Святогорских святых (день памяти – 11 (24) сентября).
Чин прославления подвижника состоялся во время визита в Святогорскую лавру 12 июля 2008 года Предстоятеля Украинской Православной Церкви Блаженнейшего Митрополита Киевского и всея Украины Владимира, в Свято-Успенском соборе лавры.